# Wanurojo
Wanurojo is een bestuurslaag in het regentschap Purworejo van de provincie Midden-Java, Indonesië. Wanurojo telt 977 inwoners (volkstelling 2010).